# Relentless Reckless Forever
Relentless Reckless Forever je sedmi album finske melodični det metal grupe Čildren ov Bodom, objavljen 8. marta 2011. godine. Prvi singl sa albuma je „Was It Worth It?“, objavljen 13. januara i za ovu pesmu je snimljen i spot. Album se može naći u nekoliko različitih izdanja: CD, CD+DVD (ograničeno digitalno izdanje), izdanje na gramofonskoj ploči kao i super deluks izdanje koje sadrzi CD, DVD i slikovnu knjigu na 64 stranica. Svu muziku i tekstove na albumu napisao je frontmen benda, Aleksi Lajho.

## Spisak pesama
1. „Not My Funeral“ - 4:55
2. „Shovel Knockout“ - 4:03
3. „Roundtrip To Hell And Back“ - 3:48
4. „Pussyfoot Miss Suicide“ - 4:10
5. „Relentless Reckless Forever“ - 4:42
6. „Ugly“ - 4:13
7. „Cry Of The Nihilist“ - 3:31
8. „Was It Worth It?“ - 4:06
9. „Northpole Throwdown“ - 2:55
10. „Party All The Time“ (bonus pesma, obrada Edi Merfija) - 3:00